# Усть-Логатка
Усть-Логатка — деревня в Крутинском районе Омской области, в составе Новокарасукского сельского поселения.

## История
Основана в 1761 году. Большинство переселенцев были староверы и переехали они из окрестностей города Тары. В 1928 г. село Усть-Логатское состояло из 241 хозяйства, основное население — русские. Центр Усть-Логатского сельсовета Крутинского района Омского округа Сибирского края.

## Население
| 2010 |
| ---- |
| 185  |